# Осепян Гаїк Олександрович
Гаїк (Гайк) Олександрович Осепян (Овсепян) (19 січня 1891 , Башкадикларd, Кавказький край  — 10 вересня 1937 , Москва ) — радянський військовик, армійський комісар 2-го рангу (1935). Заступник начальника Головного політичного управління Червоної Армії. Перший секретар ЦК КП Вірменської РСР у 1927–1928 роках. Розстріляний під час «Сталінської чистки» (1937). Посмертно реабілітований 1955 року.

## Біографія
Народився 1891 року в місті Башкадиклар (Карська область Російської імперії). Член партії (з 1913 року — РСДРП, з весни 1917 — РСДРП(б), з 1918 — РКП(б), з 1925 — ВКП(б)). Закінчив Московську Лазарівську семінарію (1911) та медичний факультет Московського університету.
Під час Першої світової війни (1914–1918) служив на Кавказькому фронті. З 1922 року — комісар і начальник політвідділу Вірменської стрілецької дивізії. У 1925–1927 роках — заступник начальника політуправління Кавказької армії. 1927 року був обраний першим секретарем ЦК КП(б) Вірменії. 1928 року був призначений до Приволзького військового округу заступником, першим заступником начальника політуправління. У 1929–1937 роках обіймав посади начальника відділу, заступника, першого заступника начальника Політичного управління РСЧА. Член ЦВК Закфедерації. Заарештований 1937 року. Того ж року засуджений ВКВС СРСР до розстрілу й того ж дня страчений. Реабілітований 1955 року.

## Нагороди
- Орден Червоного Прапора.